# 매일유업
매일유업(每日乳業, 영어: Maeil Dairies Co., Ltd)은 1969년 박정희 정부의 종합낙농개발사업의 일환으로 진암 김복용 회장이 설립한 유가공업체다.

## 사업
주요 제품으로는 매일우유, 상하목장 유기농 우유, 새벽목장, 바나나는 원래 하얗다, 매일맘마, 앱솔루트, 맘마밀, 퓨어, 엔요, 카페라떼, 바리스타, 썬업, 순두유, 뼈로가는 칼슘두유, 상하치즈 등이 있다. 그 외에 매일유업 중앙연구소에서는 유아식, 음료, 발효유, 유지식품, 프로바이오틱 균주 개발, 준의약식품, 환자식 등을 개발하고 있다.
매일유업은 2007년 인도 요리 레스토랑 달(Dal) 역삼점을 오픈하면서부터 외식 사업도 영위하고 있다. 엠즈 다이닝(M's dining)이란 이름 아래 수제 버거 ‘골든 리퍼블릭’, 일본식 곱창전골 ‘야마야’, 중식 ‘크리스탈 제이드’, 이탈리아 요리 전문점 ‘더 키친 살바토레 쿠오모’, 일본식 돈가스 ‘안즈’, 일식 ‘만텐보시’, 스시 전문점 ‘타츠미즈시’ 등 수십여 개에 달하는 매장을 운영 중이다.
2013년 6월 1일 폴바셋 외식사업부문을 엠즈씨드로 분할되었다.
2016년에는 삼성 스포츠단 일부종목(축구, 농구)과 스폰서십을 체결하였다.

## 사회공헌
- 선천성 대사이상 환아를 위한 특수 유아식 개발
- PKU 가족캠프 지원 - 특정 아미노산을 소화하지 못해 식이조절을 해야 하는 PKU 환아와 가족들에게 다양한 정보와 희망을 주기 위해 지난 2001년부터 PKU 가족캠프를 매년 후원하고 있다.
- 하트밀 캠페인 - 2016년에는 환아 가족을 이탈리안 레스토랑 '더 키친 살바토레 쿠오모'로 초대해 특별한 레시피 만찬을 선사하였다.
- 다문화, 한부모 가정 지원 - 결혼이민 여성을 비롯한 다문화 가정, 한부모 가정에 유아식 제품 후원

## 연혁
- 1969년 2월 한국낙농가공으로 설립
- 1973년 3월 상호명을 한국낙농가공에서 한국낙농유업으로 변경
- 1977년 4월 한국낙농유업지부 결성대회를 출발점으로 노동조합 정식 발족
- 1977년 10월 일본 L.B社와 기술제휴
- 1980년 3월 상호명을 한국낙농유업에서 매일유업㈜으로 변경
- 1980년 6월 스위스 Nestlé S.A.社와 영양유아식 쎄레락을 수입판매 위탁체결
- 1987년 12월 육아식품 전문회사인 독일 밀루파社와 기술제휴
- 1989년 11월 뉴질랜드데어리보드와 합작투자로 매일-뉴질랜드치즈 설립
- 1995년 5월 매일유업 영문CI를 Maeil을 사용
- 1999년 코스닥 신규 등록
- 2004년 11월 상호명을 매일-뉴질랜드치즈에서 상하로 변경
- 2007년 11월 이탈리아 페레로S.p.A社와 국내유통 및 판매계약체결 (페레로 로쉐, 킨더, 누텔라)
- 2008년 2월 새로운 기업이미지(CI) 선포
- 2010년 4월 주식회사 상하 흡수합병
- 2010년 11월 삿포로맥주를 한국판매 진출
- 2011년 5월 일본 삿포로맥주社와 합작회사인 엠즈베버리즈 신설 법인 설립
- 2013년 6월 폴바셋 외식사업부문을 엠즈씨드주식회사로 분할
- 2014년 10월 새로운 기업이미지(CI) 리뉴얼
- 2017년 4월 26일 스포츠 마케팅 어워드 코리아 2017 기업/브랜드 부문 대상 수상
- 2017년 5월 기업 분할로 신규 설립

## 공장 현황
- 평택공장(연구소) - 경기도 평택시 진위면 진위서로 63
- 아산공장 - 충청남도 아산시 영인면 영인로202번길 61-23
- 청양공장 - 충청남도 청양군 청양읍 충절로 1355-58
- 영동공장 - 충청북도 영동군 매곡면 괘방령로 730-20
- 경산공장 - 경상북도 경산시 진량읍 대학로 1090
- 상하공장 - 전북특별자치도 고창군 상하면 진암구시포로 412
- 광주공장 - 광주광역시 광산구 어등대로 511[2]